# Opatówek (gmina)
Ne doit pas être confondu avec Opatowiec (gmina).
Pour les articles homonymes, voir Opatówek (homonymie).
Opatówek est une gmina rurale du powiat de Kalisz, Grande-Pologne, dans le centre-ouest de la Pologne. Son siège est le village d'Opatówek, qui se situe environ 11 km à l'est de Kalisz et 117 km au sud-est de la capitale régionale Poznań.
La gmina couvre une superficie de 104,32 km2 pour une population de 10 148 habitants.

## Géographie
La gmina inclut les villages de Bogumiłów, Borów, Chełmce, Cienia Druga, Cienia Pierwsza, Cienia Trzecia, Cienia-Folwark, Dębe-Kolonia, Frankowizna, Janików, Józefów, Kobierno, Michałów Czwarty, Michałów Drugi, Michałów Pierwszy, Michałów Trzeci, Modła, Nędzerzew, Nowa Tłokinia, Opatówek, Porwity, Rajsko, Rożdżały, Sierzchów, Słoneczna, Szałe, Szulec, Tłokinia Kościelna, Tłokinia Mała, Tłokinia Wielka, Trojanów, Warszew, Zawady, Zduny et Zmyślanka.
La gmina borde la ville de Kalisz et les gminy de Ceków-Kolonia, Godziesze Wielkie, Koźminek, Szczytniki et Żelazków.